# Comité national olympique et sportif sénégalais
Le Comité national olympique et sportif sénégalais est le représentant du Sénégal au Comité international olympique (CIO) ainsi que le fédérateur des fédérations sportives sénégalaises. Il appartient à l'Association des comités nationaux olympiques d'Afrique et son président est Mamadou Diagna N'Diaye.

## Histoire
Le comité est fondé sous le nom de Comité olympique sénégalais le 31 août 1961. Ses premières missions ont été la préparation de la délégation sénégalaise aux Jeux de l'Amitié de 1961 à Abidjan puis la participation à l'organisation des Jeux de l'Amitié de 1963 à Dakar. Le Comité international olympique reconnaît le Comité lors de la 60e session du CIO à Baden-Baden le 18 octobre 1963.
Le Sénégal participe à ses premiers Jeux olympiques en 1964 à Tokyo.
Le comité prend le nom de Comité national olympique et sportif sénégalais en 1977.

## Présidents
Les présidents du Comité sont :
- 31 août 1961 - 22 mars 1969 : Amadou Barry[2]
- 22 mars 1969 - 1977 : Henri Joseph Diémé[2]
- 1977 - 1979 : Habib Thiam
- 1979 - 1985 : Iba Mar Diop
- 1985 - 2002 : Lamine Diack
- 2002 - 2006 : Abdoulaye Seye Moreau
- depuis avril 2006 : Mamadou Diagna Ndiaye[4]